# Camila Grey
Camila Cristinna Gutierrez, meglio conosciuta con il nome d'arte di Camila Grey (Austin, 6 gennaio 1979), è una cantante e musicista statunitense.

## Biografia

### Gli inizi
Nata in Texas da padre di origini messicane e madre con discendenze franco-irlandesi, la Grey ha iniziato a studiare pianoforte da bambina alla Suzuki Music School dopo aver visto il film Amadeus sulla vita di Mozart. 
Frequenta la Westlake High school di Austin e successivamente il Berklee College of Music a Boston, luogo dove incontrerà Jonathan Bates, leader dei Mellowdrone. Entrerà così a far parte della band per circa due anni, partecipando all'album Box.
Durante la sua permanenza nel gruppo l'artista texana aveva già maturato un bel bagaglio d'esperienze come vocalist per varie colonne sonore per conto del compositore Hans Zimmer e per la Aftermath Entertainment di Dr Dre. Inoltre, nello stesso periodo ha collaborato come tastierista per il tour di Kelly Osbourne e con altri artisti come Melissa Auf Der Maur, Busta Rhymes e Tricky.
Durante una festa Grey incontrerà l'attrice Leisha Hailey, con cui darà vita alle Uh Huh Her, lasciando i Mellowdrone.
Inizierà così una fruttuosa collaborazione fra le due, dapprima sotto etichetta e successivamente come artiste indipendenti, portata avanti ancora oggi. Le due avranno una relazione dal 2011 al 2016.
Negli ultimi anni non sono mancate importanti collaborazioni come quella con Morgan Page e Adam Lamberted, oltre ad altre partecipazioni a colonne sonore. Di rilievo varie apparizioni come Dj insieme ad Hailey e all'attrice Katherine Moennig, ex collega di quest'ultima in The L word, e la collaborazione con Jonathan Bates in alcune date del suo tour, come bassista.

### Uh huh her
Durante una festa fu notata dalla Hailey mentre suonava e ballava con un tamburino in maniera piuttosto strana. L'attrice, colpita dal suo modo di fare, le propose di formare un band. 
Fu così che nel gennaio del 2007 nacquero le Uh Huh her, originariamente un trio composto dalla Grey, dalla Hailey e dalla batterista Alicia Warrington, che lasciò la band dopo solo un anno.
Il primo Ep, intitolato I See Red è stato scritto a quattro mani dalle ragazze nel bagno della casa di Los Angeles della Grey.

### Influenze musicali
L'artista texana ha ammesso più volte di essersi ispirata a gruppi come Radiohead, Pink Floyd e Joy Division ed artisti come Björk, Iggy Pop e David Bowie.
In generale, tutta la musica New Wave anni '80 le è servita come ispirazione durante la sua carriera musicale.

## Vita privata
Camila Grey è dichiaratamente lesbica e fa parte della nutrita comunità LGBT losangelina di personaggi del Jet set statunitense, come Leisha Hailey (con cui ebbe una relazione dal 2011 al 2016) ed altre personalità di spicco nei vari campi artistici.
Nel 2011 la compagnia aerea Southwest ha espulso da un proprio volo Grey e Hailey, siccome si erano baciate presso i loro sedili, prima della partenza. Tramite questa controversia la relazione tra le due (entrambe componenti delle Uh Huh her) ha fatto il giro del mondo.
Prima della beniamina di The L Word, Grey ha avuto una lunga relazione con l'attrice Clea DuVall.

## Discografia
La Grey ha numerose partecipazioni come corista, tastierista e compositrice in varie colonne sonore di serie tv e film come Nip/Tuck e Catwoman e in vari album di altri musicisti; ecco una lista dei più rilevanti, partendo dalla sua band attuale.

### Uh Huh Her
- I See Red (2007)
- Common Reaction (2008)
- Black and Blue (2011)
- Nocturnes (2011)
- EP3 (2012)
- Future Souls (2014)

### Vocals
- Headroom (That's Life) - Bleu (2000)
- The Big Bang (Legend of the fall off's) - Busta Rhymes (2006)
- Elevate (One Day) - Morgan Page (2008)

### Others
- Blankets - Fay Wolf (2006)
- Sweet Mistake - Adrianne Gonzalez (2006)
- Down To This - Adrianne Gonzalez (2007)
- Out of Our Mind (Meet Me On The Dark Side) - Melissa Auf der Maur (2010)